# 1981년 런던 영화 비평가 협회상
제2회 런던 영화 비평가 협회상의 시상식에 관한 내용이다.

## 수상 및 후보

### 작품상
- 불의 전차 - 휴 허드슨 수상

### 외국어영화상
- 철의 인간 - 안제이 바이다 수상

### 감독상
- 철의 인간 - 안제이 바이다 수상

### 작가상
- 불의 전차 - 콜린 웰런드 수상

### 특별상
- 프레디 프란시스 수상